# Treze Futebol Clube
Il Treze Futebol Clube è una squadra di calcio brasiliana con sede a Campina Grande, nello stato di Paraíba.

## Storia

### Fondazione
Il club fu fondato il 7 settembre 1925 da Antonio Fernandes Bioca e da altri dodici appassionati di calcio. Queste persone in genere giocavano a calcio in un campo dove ora c'è la strada João Pessoa. Antônio Fernandes Bioca fu anche l'introduttore del calcio nello stato di Paraíba.

### Prima squadra
Nel 1925 la prima squadra del Treze era composta dai seguenti giocatori:
- Rodolfo José
- José Casado
- Alberto Santos
- Zacarias Ribeiro "Coto"
- Plácido Veras "guine"
- Eurico
- Zacarias do Ó
- José Eloy
- Olivio Barreto
- Osmundo Lima
- José de Castro.

### Prima partita
Il Treze disputò la sua prima partita il 6 novembre 1925, battendo una squadra locale chiamata Palmeiras per 1-0. Plácido Veras, noto come guine, uno dei tredici fondatori del club, segnò il gol decisivo.

### Campeonato Brasileiro Série A
Il Treze ha preso parte al Campeonato Brasileiro Série A nel 1976, 1977, 1979, 1982 e nel 1983.

## Palmarès

### Competizioni nazionali
- Campeonato Brasileiro Série B: 1

1986

### Competizioni statali
- Campionato Paraibano: 16

1940, 1941, 1950, 1966, 1975, 1981, 1982, 1983, 1985, 1989, 2000, 2001, 2005, 2006, 2010, 2011, 2020, 2023
- Copa Paraíba: 3

1981, 1982, 2009

### Altre competizioni
- Taça Brasil Nordeste: 1

1967
- Taça Portugal: 1

1959
- Torneio Pernambuco/Paraíba: 1

1961
- Torneio Cidade de São Luís: 1

1971
- Torneio Paraíba-Rio Grande do Norte: 1

1980
- Taça Cidade de Campina Grande: 21

1926, 1927, 1928, 1929, 1939, 1940, 1941, 1942, 1945, 1947, 1948, 1943, 1956, 1957, 1976, 1977, 1978, 1979, 1988, 1989, 1999

### Altri piazzamenti
- Campeonato Brasileiro Série D:

Promozione: 2018
- Copa do Nordeste:

Semifinalista: 2010

## Stadio
Lo stadio di casa del Treze è lo stadio Presidente Vargas, che può contenere 10.000 spettatori.

## Colori
I colori del Treze sono bianco e nero. La sua prima divisa consiste in maglia a strisce verticali bianche e nere, pantaloncini e calzettoni neri, mentre la divisa da trasferta è tutta bianca a parte i calzettoni neri.

## Nome del club e mascotte
Il nome significa Treze significa Tredici in italiano e deriva dai tredici fondatori del club. La mascotte è un gallo, perché rappresenta il numero 13 nel Jogo do bicho (un gioco d'azzardo illegale in Brasile).

## Rivalità
Le due più grandi rivali del Treze sono il Botafogo (PB) e la Campinense.